# 雅克-约瑟夫·埃贝尔蒙
雅克-约瑟夫·埃贝尔蒙（Jacques-Joseph Ebelmen，1814年7月10日—1852年3月31日）是一位法国化学家，国立巴黎高等矿业学校教授。

## 生平
埃贝尔蒙在博姆莱达姆的一所语言学校学习语法和文学，在培养了对科学的兴趣后，他先后在巴黎学习初等数学,在贝桑松学习应用数学。1831年进入巴黎综合理工学院学习。

## 研究
主要在冶金学和采矿技术上有着突出成就。

## 纪念
- 雅克-约瑟夫·埃贝尔蒙的名字刻在了巴黎埃菲尔铁塔
- 国际地球化学协会（IAGC）设立了以他的名字命名的一个奖项--埃贝尔蒙奖，用于奖励世界上35岁以内的在地球化学领域有突出贡献的学者。